# متلازمة زيد تي تي كي
متلازمة زيد تي تي كي (متلازمة تشو-توكيتا-تاكينوتشي-كيم) هي مرض متعدد الأنظمة نادر يحدث عند البشر بسبب طفرة جينية في الجين صن [الإنجليزية]. تشمل الأعراض الشائعة تأخر النمو وغالبًا ما تكون إعاقة ذهنية خفيفة إلى شديدة.
تشمل الشذوذات المميزة تشوهات في القشرة الدماغية، وصعوبات في الرؤية، وشذوذات في الجهاز العضلي الهيكلي، وعيوب خلقية. قد لا يعرض جميع الأفراد الذين لديهم طفرة في الجين صن هذه الميزات. ومع ذلك، يبدو أن فقدان وظيفة صن (LoF) يسبب نمطًا مميزًا سريريًا.

## العلامات والأعراض
تشمل العلامات والأعراض الرئيسية المرتبطة بمرضى متلازمة زيد تي تي كي علامات عينية ووجهية وجهازية.

### الأعراض العينية
تشمل الأعراض العينية المميزة لمتلازمة زيد تي تي كي عيونًا عميقة الجفن، وشقوق جفن منحدرة لأسفل، وحواجب أفقية. قد يعاني الأطفال المصابون بمتلازمة زيد تي تي كي من مشاكل في الرؤية بما في ذلك الضمور البصري والإعاقة البصرية الدماغية، مما يؤدي إلى استجابات بصرية ضعيفة. غالبًا ما يكون الحول، وهو عدم محاذاة أو تقاطع العينين عند النظر إلى جسم ما، والفرط الاستطالة المباشرة، وهي طول النظر، والرأرأة، وهي حركات العين المتكررة وغير المنضبطة، موجودة.

### الأعراض الوجهية
الأفراد الذين يعانون من متلازمة زيد تي تي كي لديهم تشوهات وجهية طفيفة إلى معتدلة مميزة. تشمل الملامح الوجهية المميزة عدم تناسق الوجه، والأذنين المنخفضتين، وانكماش منتصف الوجه، والانتفاخ الجبهي، وجسر الأنف المنخفض أو العريض، والشفة العليا الملساء أو القصيرة.

### الأعراض الجهازية
تُعدّ التشوهات متعددة الأنظمة شائعة في متلازمة زيد تي تي كي. يعرض معظم الأفراد المصابين بمتلازمة زيد تي تي كي تشوهات خلقية مثل التشوهات البولية التناسلية والقلبية، والشق الحنكي العالي أو المنقسم.
وقد لوحظت أيضًا عيوب خلقية مثل رقة الحاجز الأذيني، وعيوب الحاجز البطيني، والقناة الشريانية المفتوحة، والكلى الضعيفة، وعدم تكوين الرئة والمثانة الصفراوية. لوحظت تشوهات في الجهاز العضلي الهيكلي في جميع أنحاء الجسم لدى مرضى متلازمة زيد تي تي كي، بما في ذلك نصف الفقرات، والجنف أو الحداب، والتقلصات، ورخاوة المفاصل، وفرط حركة المفاصل، ونقص التوتر العضلي. خلال فترة حديثي الولادة، ترتبط صعوبات التغذية المستمرة بتخلف النمو وقصر القامة لدى معظم الأفراد المصابين بمتلازمة زيد تي تي كي.

### الجهاز العصبي المركزي
التأخر في النمو شائع لدى مرضى متلازمة زيد تي تي كي، ويبدو أنه يزيد تدريجياً من شدة الإعاقة الذهنية مع تقدم العمر. وقد ثبت أن تطور المهارات الحركية الخشنة والناعمة، وكذلك المهارات اللغوية الطلاقة والمتلقية، متأخرة عن العمر النمائي. وقد لوحظ أيضًا تضخم الرأس ووجود تشوهات في المادة البيضاء في الدماغ. غالبًا ما تتطور النوبات بين سن 1 و6 سنوات.

### وظائف الاعضاء
يمكن أن تؤثر طفرات جين صن على التمثيل الغذائي والوظيفة الميتوكوندريالية عند حديثي الولادة المصابين بمتلازمة زيد تي تي كي. أكد الفحص الأيضي وجود خلل في الميتوكوندريا وعيوب في الغلكزة المرتبطة بـO لدى الأفراد المصابين بمتلازمة زيد تي تي كي. أدى انخفاض مستوى الغلوبيولين المناعي أ أو الغلوبيولين المناعي ج المحدد لدى مرضى متلازمة زيد تي تي كي إلى حدوث اضطرابات في تخثر الدم.

## علم الوراثة
تتسبب متلازمة زيد تي تي كي بطفرات متغاير الزيجوت في الجين صن. كمرض صبغي سائد، فإن الأطفال الذين لديهم آباء يحملون طفرة صن لديهم خطر بنسبة 50٪ لإرث الطفرة. ومع ذلك، فإن معظم الأفراد المصابين لديهم طفرات جديدة [الإنجليزية] في الجين صن.

### متغيراتالأليلفي جين صن
يُعاني العديد من الأفراد المصابين بمتلازمة زيد تي تي كي من مُتَغايِر الزَّيجوت لطفرات حذف أربع أزواج قاعدية من البداية في إكسون 3 في جين صن وطفرات إدخال نقطتين قاعدية من البداية في الإكسون، مما يؤدي إلى قصور وظيفي أو تحول الإطار والإنهاء المبكر في مجال الأرجنين/السيرين (RS). أكدت خلايا الدم المحيطية من المرضى المختارين انخفاض مستويات الحمض النووي الريبوزي المتحول (RNA)، متسقة مع القصور الوظيفي. تشمل الطفرات الأخرى طفرة غير منطقية، حذف داخل الإطار للأحماض الأمينية، وحذف الجين بأكمله. أدى تكرار نقطة القاعدة الواحدة من البداية في إكسون 3 وحذف نقطة القاعدة الواحدة في إكسون 4 من جين صن إلى تحول الإطار والإنهاء المبكر. أكد الحمض النووي للوالدين أن الطفرات من البداية شائعة في المرضى الذين يعانون من متلازمة زيد تي تي كي. يُظهر أن طفرات فقدان الوظيفة من البداية والقصور الوظيفي لجين صن تسبب تشوهات تطورية عميقة أثناء التطور الجنيني كما هو موضح في مظاهر النمط الظاهري لمتلازمة زيد تي تي كي.

### بنية الجين صن
صن هو بروتين كبير يتكون من 2426 حمض أميني وتتابعات متكررة. يقع صن داخل المنطقة الكروموسومية البشرية 21q22.11 في البقع النووية ويتكون من 12 إكسون. الإكسون 3 من الجين صن كبير بشكل خاص، حيث يمثل 82٪ من إجمالي المنطقة المشفرة. توجد غالبية متغيرات صن الموجودة في الأفراد المصابين بمتلازمة زيد تي تي كي في الإكسون 3.

## الآلية

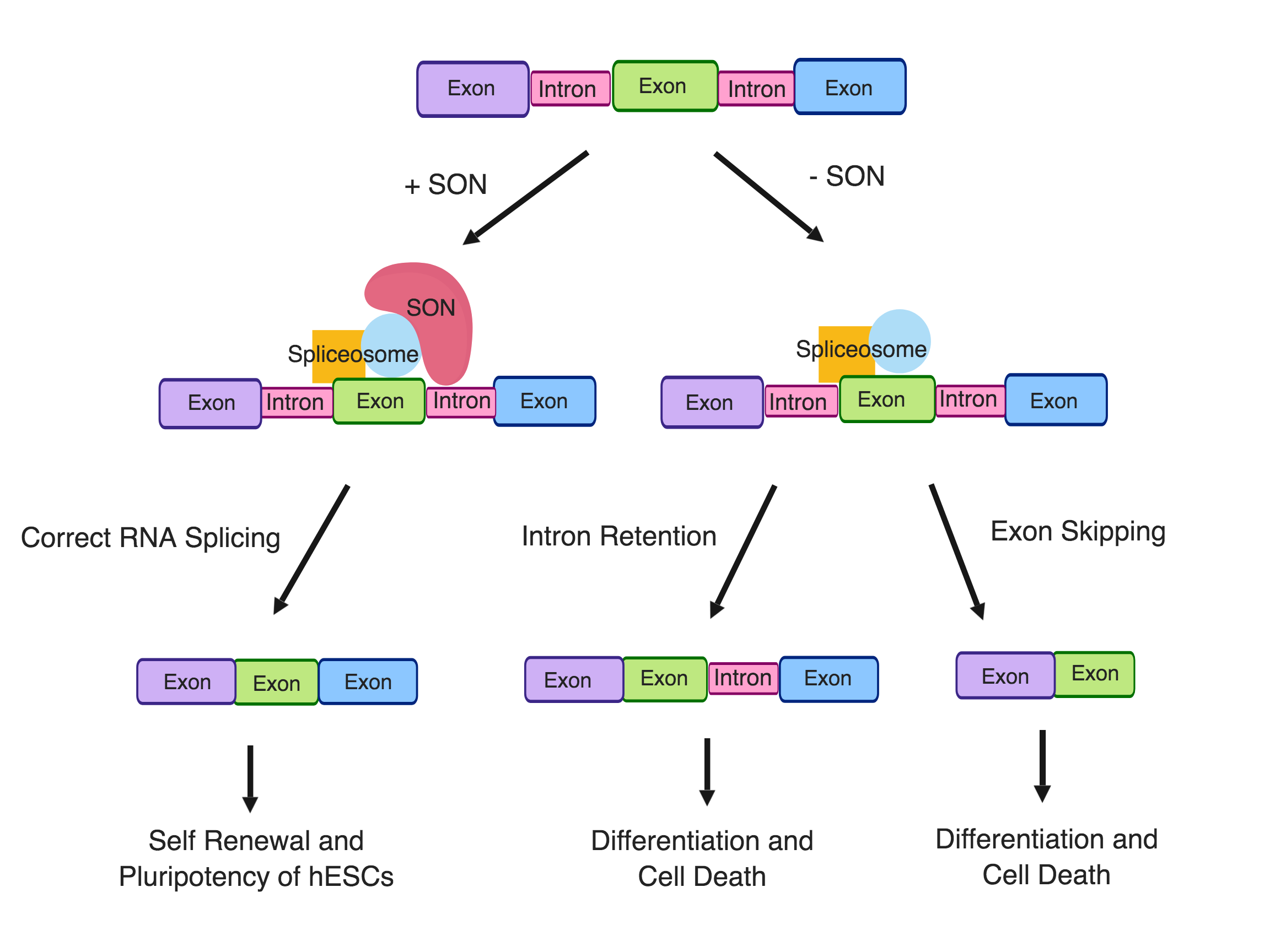
دور الجين المرتبط بالوصلة الجينومية، صن، في تنظيم عملية وصل الحمض النووي الريبي من خلال الاحتفاظ بالإنترونات وتخطي الإكسونات للحفاظ على تعدد القدرات في الخلايا الجذعية الجنينية البشرية (hESCs) وتقدم دورة الخلية

### دور صن في ربط الحمض النووي الريبوزي
يقوم الجين صن بترميز بروتين صن، وهو قادر على الارتباط بالحمض النووي و الحمض النووي الريبوزي. يتمركز بروتين صن بشكل رئيسي في البقع النووية ويشترك في مجموعة متنوعة من العمليات الخلوية مثل النسخ وتنظيم دورة الخلية والتنظيم النووي الفرعي للربط قبل رسول الحمض النووي الريبوزي (mRNA).
يحتوي صن على مجالات مختلفة مثل المجال RS-rich، ومجال G-patch، ومجال ربط الحمض النووي الريبوزي ذو الشريطة المزدوجة. يعد وجود هذه المجالات ضروريًا لصن للوساطة في الربط التأسيسي والبديل. يعمل المجال RS-rich على تحديد موقع صن في البقع النووية مع عوامل معالجة الحمض النووي الريبوزي الرسول السابق. لقد أشارت المجالات الوظيفية والتحديد المحدد لصن في البقع النووية إلى دوره في ربط الحمض النووي الريبوزي الرسول السابق.
يلعب صن أيضًا دورًا رئيسيًا في الربط البديل للإكسونات. يتطلب صن استقرار الجينوم من خلال ضمان كفاءة ربط الحمض النووي الريبوزي لمواقع الربط التأسيسي والبديل الضعيفة. تمتلك الجينات المعتمدة على صن دورة الخلية موقع ربط 5' أو 3' ضعيف، وتعتمد على صن لضمان الربط الفعال والتعرف على الربط.

### دور صن في التطور الجنيني
يلعب الجين صن أيضًا دورًا حاسمًا أثناء التطور. يُعبر عن صن بشكل تفضيلي في الخلايا الجذعية غير المتمايزة. يؤدي استنفاد صن إلى تمييز الخلايا الجذعية. تستطيع الخلايا الجذعية الجنينية البشرية (hESCs) الخضوع للتمييز النوعي للخط إلى أنواع محددة من الخلايا، والمعروفة باسم كثرة القدرة. يمكن للخلايا الجذعية متعددة القدرات، مثل الخلايا الجذعية الجنينية، الخضوع لتكون المعيدة لتؤدي إلى الطبقات المنتشة الثلاث.
لقد اقترح مستوى كبير من التعبير عن صن في الأنسجة الجنينية دورًا تنظيميًا لصن في الانتشار الخلوي أو التمايز أثناء التطور الجنيني من خلال التأثير على ربط الجينات الحافظة على تعدد القدرات. ينظم التعبير عن عوامل النسخ مثل عامل صن وعوامل التخلق الجيني تعدد القدرات في الخلايا الجذعية الجنينية البشرية من خلال ضمان خضوع الجينات لربط الحمض النووي الريبوزي لإنشاء نص الحمض النووي الريبوزي ناضج.
يلزم الجين صن لربط الحمض النووي الريبوزي من النسخ التي تشفر بروتين دورة الخلية TUBG1 والجينات الحافظة على تعدد القدرات الخلايا الجذعية الجنينية؛ PRDM14 وOCTA وE4F1 ووسيط وحدة النسخ الفرعية 24 (MED24) في الخلايا الجذعية الجنينية البشرية. نظرًا لأن عامل النسخ المرتبط بقليل القسيمات 4 (OCT4) يشارك في الدائرة التنظيمية الأساسية في الخلايا الجذعية الجنينية البشرية، فإن سوء تنظيم OCT4 يحث على تمييز الخلايا. المجال التنظيمي الإيجابي محتوي 14 (PRDM14) هو منظم تعدد القدرات وMED24 هو مجمع وسيط أساسي في الحفاظ على تعدد القدرات. في الخلايا الجذعية الجنينية من النوع البري، يؤدي ربط صن بنسخ الحمض النووي الريبوزي من الجينات المنظمة لتعدد القدرات مثل PRDM14 و OCT4 إلى ربط صحيح والحفاظ على تعدد القدرات.

### تأثير نقص الجين صن على ربط الحمض النووي الريبوزي والتطور الجنيني
يمكن أن يؤثر انخفاض تنظيم صن على تنظيم نسخ المنظمات الانقسامية، مما يتسبب في عيوب في بقاء الخلية وعملية التطور. يؤدي استنفاد صن إلى انخفاض نمو الخلية، واضطراب عمليات الأنيبيب الدقيقة، والانفصال غير المنتظم للقضيب المغزلي، مما يتسبب في توقف الانقسام في الطور الاستوائي وإضعاف شديد في سلامة الجينوم. الخلايا الانقسامية التي تفتقر إلى صن الوظيفي لديها زيادة في كسر الحمض النووي ذو الشريطة المزدوجة وتكوين النوى الصغرية. نتيجة لذلك، يُساوم على استقرار الجينوم وتنظيم دورة الخلية، مما يساهم في تطور عيوب متعددة الأعضاء لدى مرضى متلازمة زيد تي تي كي.
يؤدي الربط الشاذ والطفرات المتغايرة الجديدة في الجين صن إلى تعطيل عملية التعبير الجيني ويمكن أن يؤدي إلى نقص الجين صن. يعرض الأفراد المصابون بمتلازمة زيد تي تي كي مع نقص الجين صن انخفاضًا في التعبير عن رسول الحمض النووي الريبوزي ومنتجات ربط الحمض النووي الريبوزي الشاذة للعديد من الجينات اللازمة للهجرة الخلوية العصبية والعمليات الأيضية والنمو العصبي للدماغ.
أكدت تحليلات الحمض النووي الريبوزي من الأفراد المصابين بمتلازمة زيد تي تي كي انخفاض التعبير عن الجينات الأساسية للهجرة العصبية وتنظيم القشرة الدماغية (TUBG1 ،FLNA ،PNKP ،WDR62 ،PSMD3 ،HDAC6) والتمثيل الغذائي (PCK2 ،PFKL IDH2 ،ACY1، وأدينوزين ديأميناز [الإنجليزية]). نتج عن التطعيم الشاذ للحمض النووي الريبوزي بوساطة صن تراكم النسخ المطعمة بشكل خاطئ. تسببت منتجات الحمض النووي الريبوزي المطعمة بشكل خاطئ في احتفاظ كبير بالإدخال (TUBG1 ،FLNA ،PNKP ،WDR62 ،PSMD3 ،PCK2 ،PFKL ،IDH2 وACY1) وتخطي الإكسون (HDAC6 وأدينوزين ديأميناز). على النقيض من ذلك، أظهر والدا الأفراد المصابين بمتلازمة زيد تي تي كي عدم وجود منتجات الحمض النووي الريبوزي مطعمة بشكل خاطئ.
يؤدي استنفاد صن إلى خفض مستويات عوامل تعدد القدرات، عامل النسخ المرتبط بقليل القسيمات 4 والمجال التنظيمي الإيجابي محتوي 14 ووسيط وحدة النسخ الفرعية 24 وE4F1، والتسبب في ربطها بشكل غير طبيعي، مما يؤدي إلى التمايز التلقائي للخلايا الجذعية الجنينية البشرية تليها موت الخلايا على نطاق واسع. نظرًا لأن صن يعمل كمُنشِّط للربط المتداخل، فإن استنفاد صن يؤدي إلى زيادة الاحتفاظ بالمتداخل وتجاوز الإكسون في الخلايا الجذعية الجنينية البشرية في الجينات التنظيمية لدورة الخلية وهوية هذه الخلايا. تؤدي الطفرات في الجين صن أو نقص صن إلى تقليل ربط الحمض النووي الريبوزي بوساطة صن، مما يساهم في العيوب التنموية المعقدة الملاحظة عند الأفراد المصابين بمتلازمة زيد تي تي كي. تسبب وظيفة صن الخاطئة إنتاجًا غير كافٍ للأهداف النهائية، وعدم استقرار الجينوم، وتعطيل تقدم دورة الخلية، وهي أساسية للعيوب التنموية وشذوذات الأعضاء عند الأفراد المصابين بمتلازمة زيد تي تي كي. على سبيل المثال، يعد نقص FLNA الملاحظ عند الأفراد المصابين بمتلازمة زيد تي تي كي السبب الرئيسي لاضطراب دماغي نادر، وهو خلل موضع المادة الرمادية. يمكن أن تؤدي الطفرات من البداية في TUBG1 إلى صغر الرأس وتشوهات القشرة الدماغية بسبب ضعف ربط الحمض النووي الريبوزي بوساطة صن لدى الأفراد المصابين بمتلازمة زيد تي تي كي.
نتيجة نقص الجين صن على التطور الجنيني دُرست أيضًا في نماذج الحيوانات السمكية (دانيو مخطط). لوحظت مجموعة من العيوب التنموية، بما في ذلك الذيل المنحني أو المقصّر أو الملتوي، والانحناءات الجسمانية الضخمة مع المحاور الجسدية المشوهة، وتشوهات العين وصغر الرأس. الأجنة التي نجا لفترة أطول لديها أشكال أكثر حدة مثل تشوهات العمود الفقري مع وذمة الدماغ، مما يقلد الميزات الملاحظة في الأفراد المصابين بمتلازمة زيد تي تي كي.

## التشخيص

### تصوير الدماغ
يمكن تحديد التشخيص المبكر لمتلازمة زيد تي تي كي من خلال تصوير الدماغ. لقد كشف التصوير بالرنين المغناطيسي (MRI) للدماغ لدى مرضى متلازمة زيد تي تي كي عن شذوذات كبيرة.
تُرى أنماط غير طبيعية في الالتفاف، بما في ذلك كثارة التلافيف؛ العديد من الطيات الصغيرة غير المعتادة في الدماغ، وجيري مبسط؛ عدد أقل ومظهر ضحل للتلافيف، والتوضع المغاير العقدي حول البطين؛ فشل الخلايا العصبية في الهجرة بشكل صحيح أثناء التطور المبكر للدماغ الجنين.
يمكن أيضًا ملاحظة تضخم البطينين في التصوير بالرنين المغناطيسي، حيث تتسع البطينات الجانبية في الجنين ويمكن أن تساهم في تأخر النمو لدى الأفراد المصابين بمتلازمة زيد تي تي كي. ومن الميزات الشائعة الأخرى التي لوحظت لدى مرضى متلازمة زيد تي تي كي تشوهات آرنولد خياري، وهي عيوب هيكلية في المخيخ تظهر أثناء نمو الجنين ويمكن أن تؤدي إلى مشاكل في الرؤية أو الجنف أو الانحناء القطني لدى مرضى متلازمة زيد تي تي كي.
وتشمل الميزات المرضية الأخرى المرصودة في عمليات التصوير بالرنين المغناطيسي للأفراد المصابين بمتلازمة زيد تي تي كي وجود أكياس العنكبوتية، وانعدام تطور الجسم الثفني ونصفي المخيخ، وفقدان المادة البيضاء حول البطين. بالامكان التعرف على معظم الأفراد المصابين بمتلازمة زيد تي تي كي في مرحلة الطفولة المبكرة بسبب التأخر في النمو والإعاقات الذهنية. ومع ذلك، لا يمكن إجراء تشخيص رسمي للإعاقة الذهنية إلا من خلال إجراء اختبار الذكاء بدرجة أقل من 70.

### تسلسل الإكسوم الكامل
يمكن استخدام تسلسل الإكسوم الكامل (WES) كأداة غير متحيزة في التقييم التشخيصي للأفراد الذين يُشتبه في إصابتهم باضطرابات وراثية مثل متلازمة زيد تي تي كي. باستخدام تسلسل الإكسوم، يُحدد الأفراد الذين لديهم طفرات تقصيرية في الجين صن وميزات سريرية متداخلة.
يمكن التعرف على متلازمة زيد تي تي كي كاضطراب في النمو العصبي مرتبط بطفرة من البداية في الجين صن باستخدام تسلسل الإكسوم. يُعرف الجين صن بأنه سبب رئيسي للإعاقة الفكرية الشديدة والاضطرابات النمائية الناتجة عنها. يمكن التعرف على أول طفرة تقصيرية من البداية في صن في مجموعة من الأفراد الذين يعانون من إعاقات فكرية شديدة. أكد تسلسل سانغر أو استخدام تسلسل الإكسوم لعينات الوالدين حالة من البداية للطفرات التقصيرية والطفرات المغلطة في الجين صن في الأفراد الذين اُخذت عينات منهم لمتلازمة زيد تي تي كي. تضمنت المتغيرات المحددة طفرة توقف مبكرة في إكسون 3، والطفرات التحويلية في إكسون 3، والطفرة التحويلية في إكسون 4.

## العلاج
لا يوجد حاليًا علاج لمتلازمة زيد تي تي كي. ومع ذلك، قد يكون العلاج الطبيعي ومعالجة المشاكل المحددة للاضطرابات متعددة الأعضاء مفيدة.

## الابحاث
اعتبارًا من عام 2024، تحاول مجموعة من المرضى جمع الأموال للبحث عن علاج يتضمن العلاج الجيني أو تعديل الجينات.